# Muraltia flanaganii
Muraltia flanaganii är en jungfrulinsväxtart som beskrevs av Harry Bolus. Muraltia flanaganii ingår i släktet Muraltia och familjen jungfrulinsväxter. Inga underarter finns listade i Catalogue of Life.